# Тетраборид иттрия
Тетрабори́д и́ттрия — бинарное неорганическое соединение металла иттрия и бора с формулой YB4, кристаллы.

## Получение
- Сплавление чистых веществ в инертной атмосфере под давлением 150-250 атм:

{\displaystyle {\mathsf {Y+4B\ {\xrightarrow {1700-2200^{o}C}}\ YB_{4}}}}
- Восстановление оксида иттрия смесью углерода и карбида бора в атмосфере гелия под давлением 200 атм:

{\displaystyle {\mathsf {Y_{2}O_{3}+2B_{4}C+C\ {\xrightarrow {1800^{o}C}}\ 2YB_{4}+3CO}}}

## Физические свойства
Тетраборид иттрия образует кристаллы тетрагональной сингонии, пространственная группа P 4/mbm, параметры ячейки a = 0,7107 нм, c = 0,4018 нм.
При температуре 0,05 К переходит в сверхпроводящее состояние.